# 鈴木喜代春
鈴木 喜代春（すずき きよはる、1925年7月9日 - 2016年5月13日）は、日本の児童文学作家。
日本児童文学者協会会員、元日本子どもの本研究会会長。

## 来歴・人物
青森県南津軽郡田舎館村出身。1945年9月、青森師範学校卒業。同年、青森県で教員となり、青森県内の小･中学校の教諭を務めた後、上京して千葉県内の小･中学校の教諭・校長、松戸市教育研究所所長、千葉大学講師を務めた。その傍らで創作活動を行い、多くの子供向け読み物を刊行した。
東京都葛飾区、茨城県牛久市、松戸市に住んでいたが、晩年は千葉市に在住した。1974年に偕成社より刊行された『十三湖のばば』は青森県の十三湖を舞台にした長編の代表作であり、2004年らくだ出版より復刊された。
1988年に『津軽の山歌物語』で日本児童文芸家協会賞受賞。2010年、東奥賞受賞。らくだ出版より『鈴木喜代春児童文学選集』全12巻が刊行された。

## 著作
- 『十三湖のばば』（偕成社） 1974年  ISBN 9784036509508
- 『さるじぞう』（北島新平絵、ほるぷ出版） 1985年  ISBN 9784593562145
- 『1年3くみはクマ先生』（西村郁雄絵、あすなろ書房） 1985年
- 『ピーマンたべてさかあがり』（西川おさむ絵、あすなろ書房） 1985年
- 『白神山地 - 8000年の＜生命＞をたずねて』（くもん出版） 1998年6月  ISBN 9784774302355
- 『けがをしたすずめと一年生』（うちべけい絵、PHP研究所） 1999年7月  ISBN 9784569681818
- 『きょうりゅうになったごうたくん』（ひくまの出版） 1993年  ISBN 9784893171498
- 「鈴木喜代春児童文学選集」全12巻（らくだ出版） 2010年
- 『新版・授業が生きるブックトーク』（一声社） 2011年3月  ISBN 9784870772137
- 『できたよ、ぼくたちのねぷた』（ヤマウチシュウコウ絵、リーブル） 2014年6月  ISBN 9784947581778